# Canton de Maubeuge
Le canton de Maubeuge est une circonscription électorale française du département du Nord créée par le décret du 17 février 2014. Il tient lieu de circonscription d'élection des conseillers départementaux et entre en vigueur lors des élections départementales de 2015.

## Histoire

### Le canton duXIXesiècle
Un canton de Maubeuge est institué par la Révolution et scindé en 1910 entre les cantons de Maubeuge-Nord et de Maubeuge-Sud.

#### Conseillers généraux de l'ancien canton de Maubeuge (1833 à 1910)
- De 1833 à 1848, les cantons de Bavay et de Maubeuge avaient le même conseiller général. Le nombre de conseillers généraux était limité à 30 par département[2].

| Période                                  | Période      | Identité                                        | Étiquette           | Qualité                                                                                    |
| ---------------------------------------- | ------------ | ----------------------------------------------- | ------------------- | ------------------------------------------------------------------------------------------ |
| Les données manquantes sont à compléter. |              |                                                 |                     |                                                                                            |
| 1833                                     | 1836         | Florent Marchant                                |                     | Notaire à Maubeuge                                                                         |
| 1836                                     | 1859 (décès) | Antoine Philibert Marchant dit Marchant du Nord | Centre              | Officier ministériel, notaire Député (1838-1846) Sénateur (1852-1859)                      |
| 1859                                     | 1880         | Victor Armand Joseph Poulliaude de Carnières    | Droite              | Président de chambre à la Cour de Cassation, Paris                                         |
| 1880                                     | 1904         | Henri Sculfort                                  | Rad.                | Industriel, Sénateur (1908-1914) Adjoint au Maire de Maubeuge Président du Conseil Général |
| 1904                                     | 1910         | Albert Allexandre                               | Républicain libéral | Notaire à Maubeuge, conseiller d'arrondissement                                            |

### Redécoupage de 2014
Un nouveau découpage territorial du département du Nord entre en vigueur à l'occasion des premières élections départementales suivant le décret du 17 février 2014. Les conseillers départementaux sont, à compter de ces élections, élus au scrutin majoritaire binominal mixte. Les électeurs de chaque canton élisent au Conseil départemental, nouvelle appellation du Conseil général, deux membres de sexe différent, qui se présentent en binôme de candidats. Les conseillers départementaux sont élus pour 6 ans au scrutin binominal majoritaire à deux tours, l'accès au second tour nécessitant 12,5 % des inscrits au 1er tour. En outre la totalité des conseillers départementaux est renouvelée. Ce nouveau mode de scrutin nécessite un redécoupage des cantons dont le nombre est divisé par deux avec arrondi à l'unité impaire supérieure si ce nombre n'est pas entier impair, assorti de conditions de seuils minimaux. Dans le Nord, le nombre de cantons passe ainsi de 79 à 41.
Le canton de Maubeuge entre en application le 22 mars 2015. Il reprend les contours du canton de Maubeuge-Nord et d'une partie du canton de Maubeuge-Sud.

## Représentation
| Période élective | Période élective | Mandat | Mandat   | Identité              | Nuance | Nuance | Qualité |
| ---------------- | ---------------- | ------ | -------- | --------------------- | ------ | ------ | --- |
| 2015             | 2021             | 2015   | 2021     | Arnaud Decagny        |        | UDI    | Ingénieur technico-commercial Maire de Maubeuge Vice-président chargé des Infrastructures et des Transports |
| 2015             | 2021             | 2015   | 2021     | Françoise Del Piero   |        | LR     | Chargée de communication Conseillère municipale de Jeumont                                                  |
| 2021             | 2028             | 2021   | en cours | Nicolas Leblanc       |        | LR     | Cadre de la fonction publique Adjoint au maire de Maubeuge                                                  |
| 2021             | 2028             | 2021   | en cours | Marie-Paule Rousselle |        | DVD    | Maire de Bersillies                                                                                         |

### Résultats détaillés

#### Élections de mars 2015
À l'issue du 1er tour des élections départementales de 2015, deux binômes sont en ballottage : Louis-Armand De Béjarry et Angélina Michaux (FN, 33,74 %) et Arnaud Decagny et Françoise Del Piero (Union de la Droite, 27,83 %). Le taux de participation est de 41,21 % (17 686 votants sur 42 919 inscrits) contre 46,81 % au niveau départemental et 50,17 % au niveau national.
Au second tour, Arnaud Decagny et Françoise Del Piero (Union de la Droite) sont élus avec 57,66 % des suffrages exprimés et un taux de participation de 40,94 % (9 211 voix pour 17 571 votants et 42 920 inscrits).

#### Élections de juin 2021
Le premier tour des élections départementales de 2021 est marqué par un très faible taux de participation (33,26 % au niveau national). Dans le canton de Maubeuge, ce taux de participation est de 25,05 % (10 304 votants sur 41 132 inscrits) contre 30,39 % au niveau départemental. À l'issue de ce premier tour, deux binômes sont en ballottage : Nicolas Leblanc et Marie-Paule Rousselle (Union à droite, 34,8 %) et Jean-Claude Bové et Chantal Mayeux (RN, 28,56 %).
Le second tour des élections est marqué une nouvelle fois par une abstention massive équivalente au premier tour. Les taux de participation sont de 34,36 % au niveau national, 31,01 % dans le département et 25,55 % dans le canton de Maubeuge. Nicolas Leblanc et Marie-Paule Rousselle (Union à droite) sont élus avec 64,23 % des suffrages exprimés (6 207 voix pour 10 507 votants et 41 127 inscrits),,.

## Composition
Le canton de Maubeuge comprend quatorze communes entières.
| Nom                              | Code Insee | Intercommunalité          | Superficie (km2) | Population (dernière pop. légale) | Densité (hab./km2) | Modifier                                    |
| -------------------------------- | ---------- | ------------------------- | ---------------- | --------------------------------- | ------------------ | ------------------------------------------- |
| Maubeuge (bureau centralisateur) | 59392      | CA Maubeuge Val de Sambre | 18,85            | 28 879 (2022)                     | 1 532              | modifier les données · modifier les données |
| Assevent                         | 59021      | CA Maubeuge Val de Sambre | 1,87             | 1 782 (2022)                      | 953                | modifier les données · modifier les données |
| Bersillies                       | 59072      | CA Maubeuge Val de Sambre | 2,83             | 243 (2022)                        | 86                 | modifier les données · modifier les données |
| Bettignies                       | 59076      | CA Maubeuge Val de Sambre | 4,62             | 355 (2022)                        | 77                 | modifier les données · modifier les données |
| Boussois                         | 59104      | CA Maubeuge Val de Sambre | 6,29             | 3 139 (2022)                      | 499                | modifier les données · modifier les données |
| Élesmes                          | 59190      | CA Maubeuge Val de Sambre | 6,23             | 1 002 (2022)                      | 161                | modifier les données · modifier les données |
| Ferrière-la-Grande               | 59230      | CA Maubeuge Val de Sambre | 10,01            | 5 167 (2022)                      | 516                | modifier les données · modifier les données |
| Gognies-Chaussée                 | 59264      | CA Maubeuge Val de Sambre | 7,94             | 725 (2022)                        | 91                 | modifier les données · modifier les données |
| Jeumont                          | 59324      | CA Maubeuge Val de Sambre | 10,21            | 10 273 (2022)                     | 1 006              | modifier les données · modifier les données |
| Louvroil                         | 59365      | CA Maubeuge Val de Sambre | 5,90             | 6 334 (2022)                      | 1 074              | modifier les données · modifier les données |
| Mairieux                         | 59370      | CA Maubeuge Val de Sambre | 6,49             | 698 (2022)                        | 108                | modifier les données · modifier les données |
| Marpent                          | 59385      | CA Maubeuge Val de Sambre | 4,83             | 2 649 (2022)                      | 548                | modifier les données · modifier les données |
| Vieux-Reng                       | 59618      | CA Maubeuge Val de Sambre | 11,64            | 923 (2022)                        | 79                 | modifier les données · modifier les données |
| Villers-Sire-Nicole              | 59627      | CA Maubeuge Val de Sambre | 8,45             | 1 008 (2022)                      | 119                | modifier les données · modifier les données |
| Canton de Maubeuge               | 5930       |                           | 106,16           | 63 177 (2022)                     | 595                | modifier les données                        |

## Démographie
En 2022, le canton comptait 63 177 habitants, en évolution de −1,99 % par rapport à 2016 (Nord : +0,51 %, France hors Mayotte : +2,11 %).
| 2013   | 2018   | 2022   |
| ------ | ------ | ------ |
| 65 150 | 64 176 | 63 177 |